# Синтана
Синтана (рум. Sântana) — місто у повіті Арад в Румунії. Адміністративно місту також підпорядковане село Капорал-Алекса (населення 1319 осіб, 2002 рік).
Місто розташоване на відстані 417 км на північний захід від Бухареста, 24 км на північний схід від Арада, 68 км на північ від Тімішоари.

## Населення
За даними перепису населення 2002 року у місті проживали 12 936 осіб.
Національний склад населення міста:
| Національність   | Кількість осіб | Відсоток |
| ---------------- | -------------- | -------- |
| румуни           | 10230          | 79,1%    |
| цигани           | 1929           | 14,9%    |
| німці            | 452            | 3,5%     |
| угорці           | 284            | 2,2%     |
| українці         | 26             | 0,2%     |
| словаки          | 6              | < 0,1%   |
| італійці         | 2              | < 0,1%   |
| росіяни-липовани | 1              | < 0,1%   |
| серби            | 1              | < 0,1%   |
| євреї            | 1              | < 0,1%   |
| поляки           | 1              | < 0,1%   |

Рідною мовою назвали:
| Мова       | Кількість осіб | Відсоток |
| ---------- | -------------- | -------- |
| румунська  | 10913          | 84,4%    |
| циганська  | 1306           | 10,1%    |
| німецька   | 442            | 3,4%     |
| угорська   | 248            | 1,9%     |
| українська | 16             | 0,1%     |
| словацька  | 4              | < 0,1%   |
| російська  | 1              | < 0,1%   |
| сербська   | 1              | < 0,1%   |
| польська   | 1              | < 0,1%   |
| італійська | 1              | < 0,1%   |

Склад населення міста за віросповіданням:
| Релігія                                       | Кількість осіб | Відсоток |
| --------------------------------------------- | -------------- | -------- |
| православні                                   | 10291          | 79,6%    |
| п'ятдесятники                                 | 1483           | 11,5%    |
| римо-католики                                 | 714            | 5,5%     |
| баптисти                                      | 152            | 1,2%     |
| греко-католики                                | 86             | 0,7%     |
| реформати                                     | 44             | 0,3%     |
| адвентисти                                    | 27             | 0,2%     |
| не релігійні                                  | 22             | 0,2%     |
| лютерани (Синодально-пресвітеріанська церква) | 9              | 0,1%     |
| лютерани                                      | 5              | < 0,1%   |
| унітарії                                      | 3              | < 0,1%   |
| лютерани (Аугсбурзького сповідання)           | 2              | < 0,1%   |
| бретрени                                      | 1              | < 0,1%   |
| не вказали релігію                            | 7              | 0,1%     |

## Зовнішні посилання
- Дані про місто Синтана на сайті Ghidul Primăriilor